# Хірургія кисті

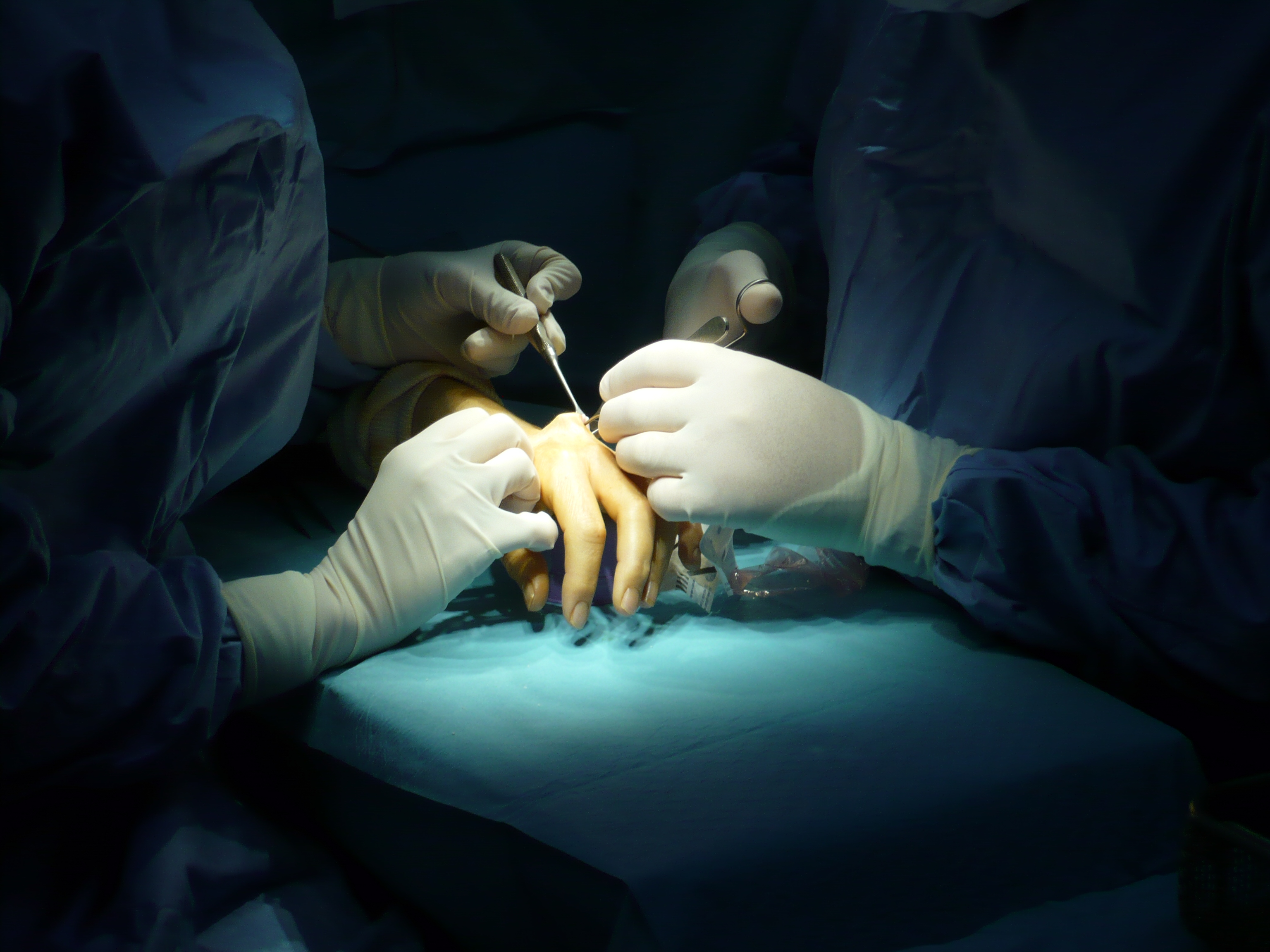
Операція на кисті

Хірургія кисті — це галузь медицини, яка займається вродженими та набутими проблемами кисті, зап'ястя та передпліччя. Спеціалісти з хірургі кисті — лікарі ортопеди-травматологи, пластичні або загальні хірурги, які мають додаткову підготовку з хірургії кисті. Причиною для виділення хірургії кисті в окрему галузь медицини є те, що кисть у людини унікальний і високоспеціалізований орган, який ідентифікується з його фізичною повноцінністю і соціальною адаптацією, а також виконує статичну, динамічну та сенсорну функцію і є складним інструментом спілкування між людьми і отримання інформації про оточуючий світ.
Прогрес загальнохірургічної науки і хірургії кисті зумовив появу нових хірургічних технологій, способів діагностики, лікування та реабілітації. Оснащення фахівців хірургії кисті новими видами шовних матеріалів, біоінертних імплантатів, зокрема протезів сухожиль, ендопротезів суглобів пальців та кисті забезпечило досягнення найкращих результатів лікування.
В Україні розповсюджений термін «мікрохірургія кисті» та спеціальні терміни для позначення стаціонарних відділень «відділення мікрохірургії кисті».

## Історія
Еволюцію травматологічної хірургії кисті можна пояснити трьома основними факторами: війною, індустріалізацією та технологічним прогресом. Промислова революція, яка почалася приблизно в 1770 році, прискорила темпи поширення знань. Попри те, що під час Першої світової війни під впливом Антуана Депажа обробці ран віддали перевагу, ніж ампутації, до цього підходу лікарі ставилися неприхильно. З появою загальної анестезії тривалі процедури можна було проводити більш ефективно. Асептична техніка сера Джозефа Лістера та відкриття використання карболової кислоти призвели до підвищення рівня успішності процедур. Завдяки спільному впливу сортування, перев'язок ран, асептики, антибіотиків і визначення групи крові з'явилися нові надії на виживання за допомогою реконструктивних процедур.
Період після Першої світової війни ознаменував появу процедур порятунку верхніх кінцівок. Вуд посилався на роботи Tagliacozzi і виконав осьовий паховий клапоть для опікової контрактури верхніх кінцівок. Відбулися численні досягнення: від використання Карлом (1897) торакоепігастрального клаптя для відновлення шкіри великих пальців до кістково-пластичної реконструкції пальців за допомогою віддалених клаптів Олбі в 1919 році. Трубчасті ніжкові клапті були представлені Володимиром Петровичем Філатовим у 1916 році та сером Гарольдом Гіллом у 1917 році. Настав час для консолідації знань з минулого та поточного досвіду, як це зробив так званий батько хірургії кисті Стерлінг Баннелл після Другої світової війни. Його робота «Surgery of the hand» знайшла визнання у всьому світі і вважається основним керівництвом з хірургії кисті.
У 1935 році італійський хірург Етторе Леалі запропонував удосконалення V-Y пластику для волярної травми кінчика пальця, що заклало основу для пізнішого клаптя Атасоя та клаптя Кутлера.
Кінець Другої світової війни ознаменував початок використання пересадки клаптів першого покоління. Кронін у 1945 році та Гудін і Пангман у 1950 році повідомили про перехресний клапоть пальців. Так само Флетт у 1955 році популяризував тенарний клапоть Гейтвуда, про який раніше повідомлялося. Друге покоління принесло аксіально засновані клапті, з першим клаптем дорсальної п'ясткової артерії Гільгенфельдтом у 1950 році, пізніше модифікованим Фуше, Холевичем і Брауном. Літтлер і Моберг паралельно розробили клапті для пальцевих дефектів у 1960 році. Ці клапті другого покоління та багато інших, задокументовані різними хірургами з часом, довели свою цінність, будучи надійнішими з більшим потенціалом для відстані.
У 1960-х роках у сфері пластичної хірургії відбувся значний поворот із появою вільного мікросудинного перенесення тканин. Malt і McKhann виконали першу успішну повторну імплантацію передпліччя в 1962 році, тоді як Kasdan і Kleinert успішно реваскуляризували ампутований великий палець у 1963 році. Китайські хірурги виконали першу мікросудинну пересадку з пальця ноги на великий палець у 1965 році, але цей напрямок досліджень страждав від політичної ізоляції. У 1968 році його оприлюднив Коббетт. У Японії Harii здійснив перше вільне переміщення шкірно-м'язового клаптя з паху на верхню кінцівку в 1973 році. Перше вільне переміщення шкірно-м'язового клаптя було здійснено в Китаї в 1976 році. Химерні клапті, представлені Геллоком у 1991 році, забезпечили прикриття для спотворених кінцівок із вимогами до композитної тканини. Венозний потік через клапті був досягнутий клапанами, одночасно розробленими Honda і Tsai для невеликих дефектів рук у 1980-х роках. Остання точка еволюції, композитний алотрансплантат, була вперше спробована в 1964 році, але була успішно завершена в 1988 році. Прогресування мікросудинного вільного переміщення тканини витіснило розвиток ніжкових шкірно-фасційних, шкірно-м'язових і м'язових клаптів верхньої кінцівки.
Третє покоління клаптів забезпечило іннервовані результати. Джоші розробив чутливі однопальцеві острівні клапті з дорсального транспозиційного клаптя. Роздільнопальцеві острівні клапті були представлені Littler і Moberg під назвою Fillet flaps. З відкриттям концепції ангіосом наприкінці 1980-х років з'явилися вільні, а також перфораційні клапті. У 2003 році Вей і Мардіні також представили техніку вільного стилю для розсічення судинної системи перфораторів ретроградним способом, щоб мінімізувати дефіцит донорської ділянки.
Перший короткостроковий успіх у трансплантації руки людини відбувся 23 вересня 1998 року в Ліоні, Франція, під час процедури, виконаної професором Наді Хакімом (Велика Британія) та професором Жаном-Мішелем Дюбернаром з Франції на пацієнті з Нової Зеландії, який мав втратити руку в аварії під час ув'язнення. Першою трансплантацією руки, яка досягла тривалого успіху, керувала команда хірургів Kleinert Kutz Hand Care 14 січня 1999 року.

## Стани та захворювання

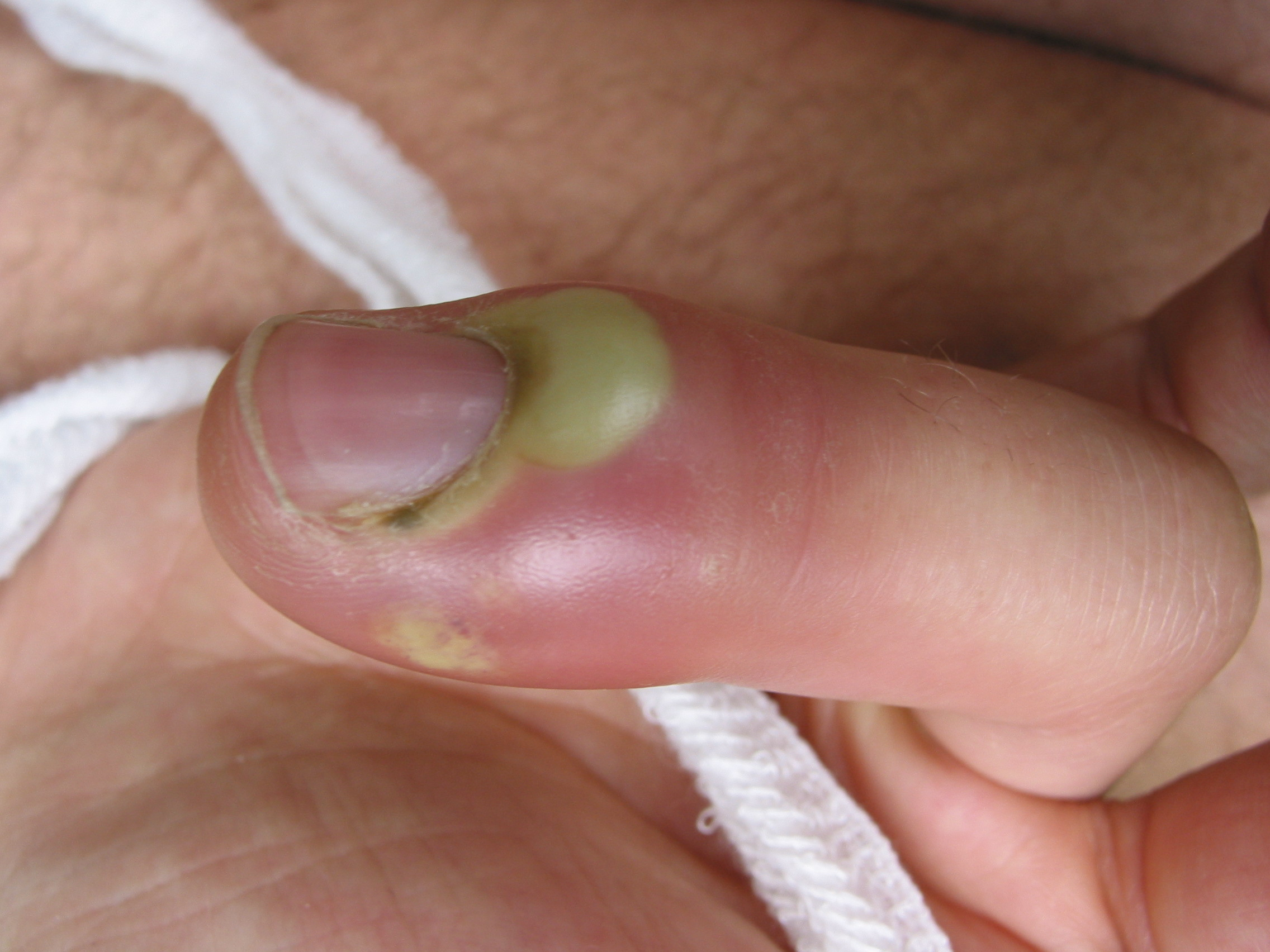
Панарицій нігтьової фаланги

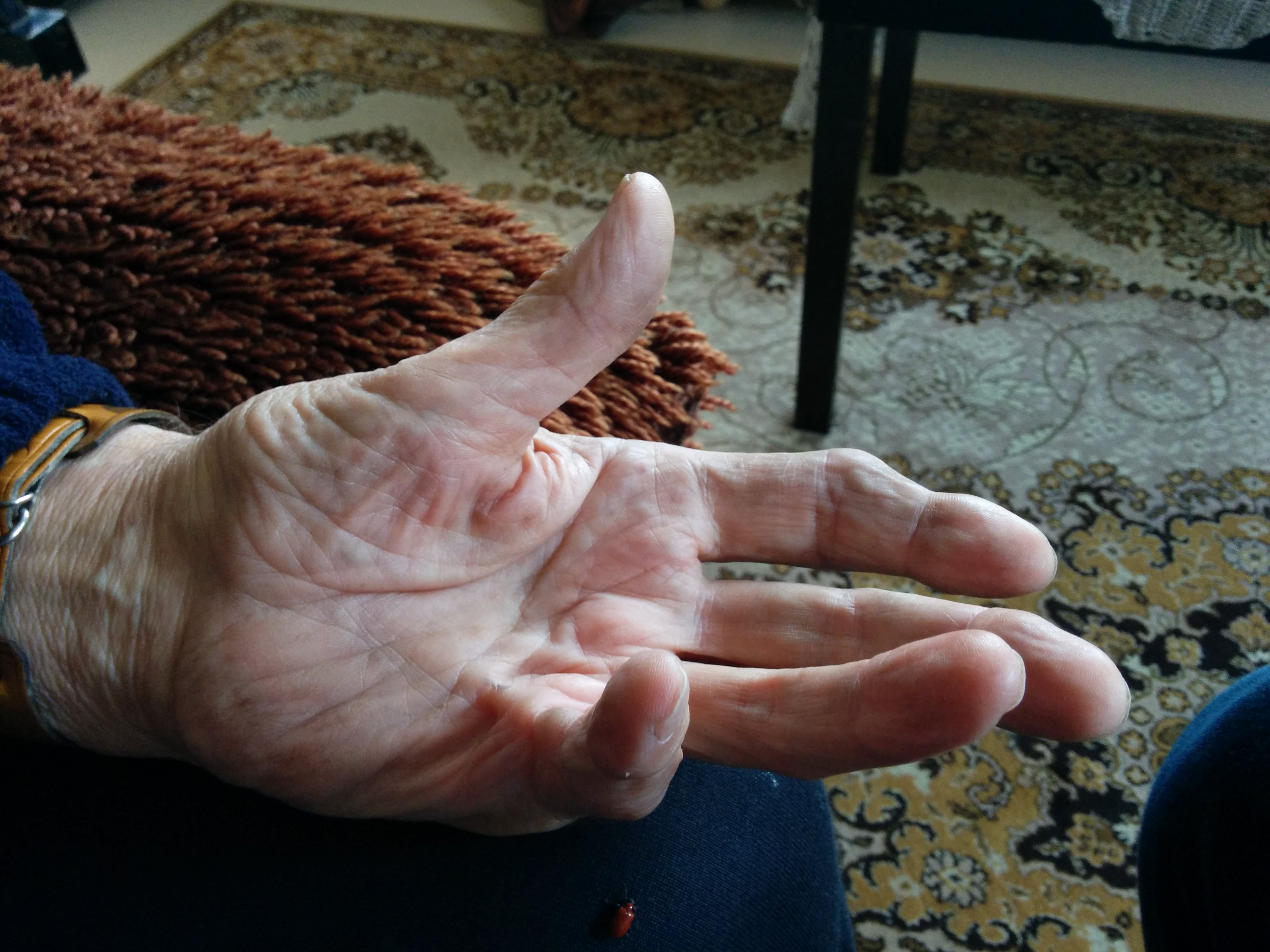
Контрактура Дюпюїтрена

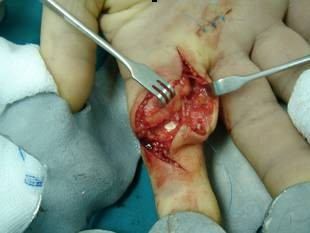
Ліпома пальця, операція з видалення доброякісної пухлини

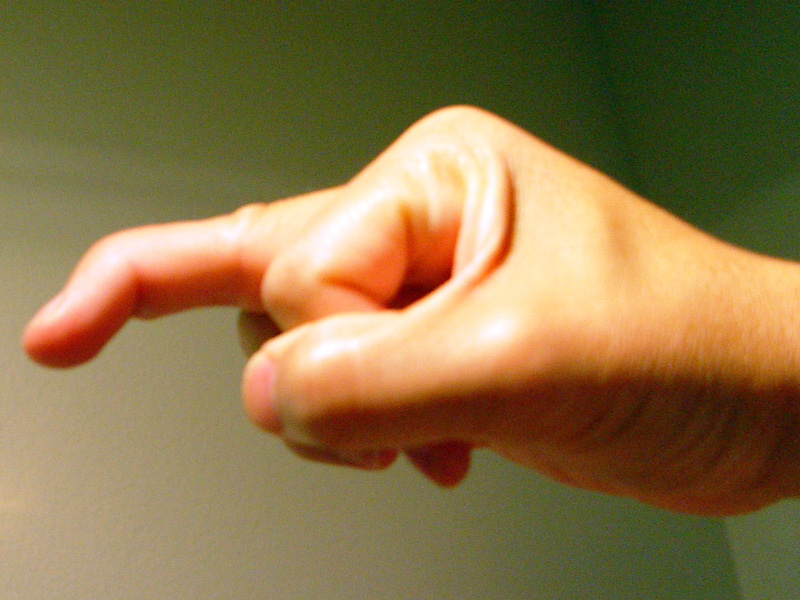
Підшкірний розрив сухожиля розгинача в ділянці нігтьової фаланги (молоткоподібний палець)

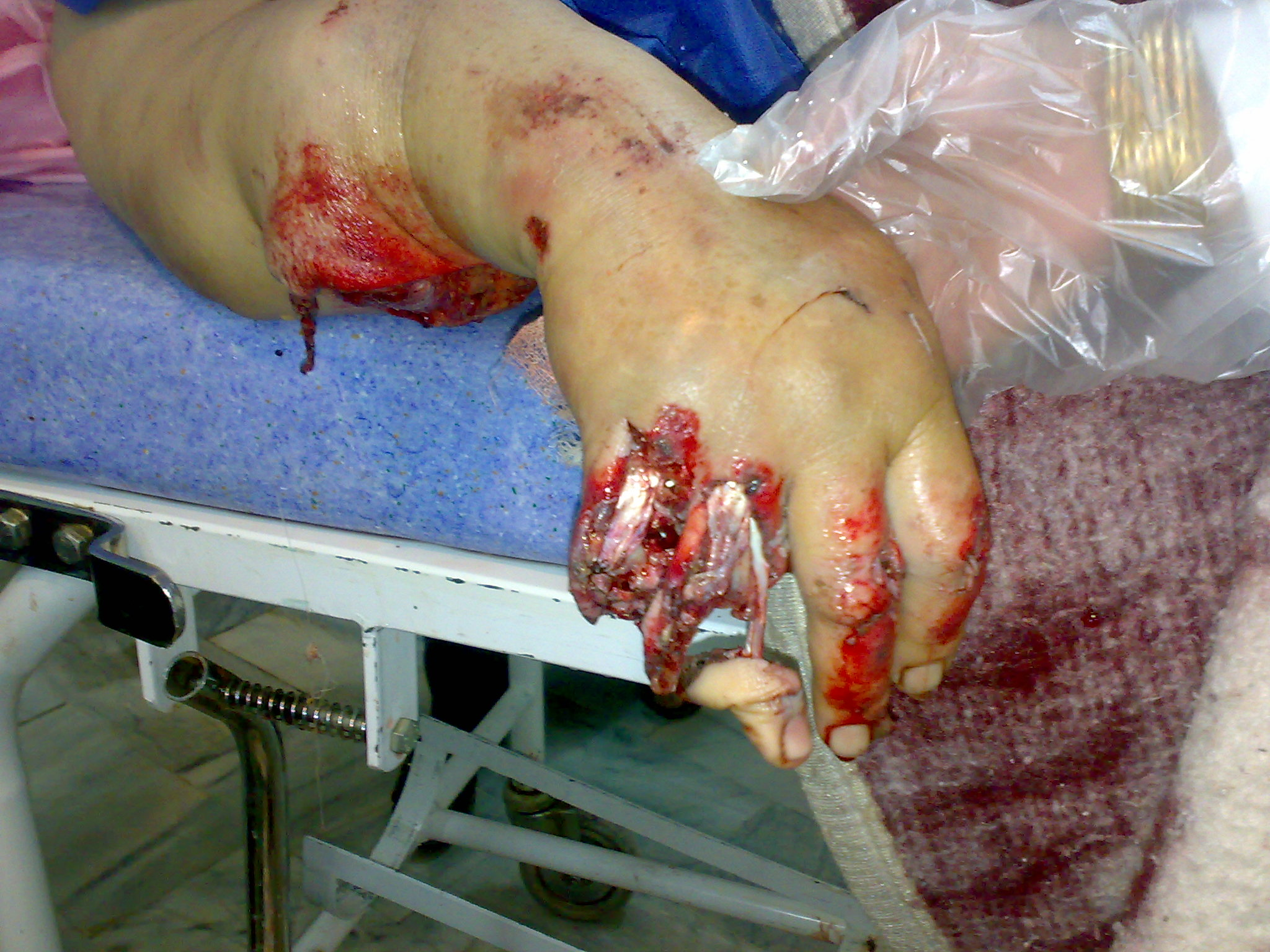
Травматичниа ампутація 4-5 пальців

Основні стани які лікуються спеціалістами з хірургії кисті, поділяються на захворювання та травми кисті.

### Захворювання кисті
- Гострі гнійні та негнійні запальні захворювання кисті;[6]
  - Шкірний панарицій; пароніхія; піднігтьової панариції; підшкірний панарицій; кістковий панарицій; суглобовий панарицій;[6]
  - Запалення сухожильних піхв; тендовагініт (сухожильний панариціях суміжний) II, III, IV пальців; гнійні тенобурсити I, V пальців; пандактиліт;[6]
  - Долонний мозольний абсцес;[6]
  - Фурункули та карбункули кисті;[6]
  - Флегмона міжпальцевих просторів кисті; міжфасціального середньодолонного (ліктьового позадисухожильного) простору; простору thenar (променевого позадисухожильного простору); міжфасціального простору hypothenar; міжфасціального простору передпліччя (простору Пирогова); міжфасциальних просторів тилу кисті;[6]
  - Поєднані види гнійної інфекції кисті;[6]
  - Еризипелоїд;[6]
  - Бешиха;[6]
  - Сибірська виразка;[6]
- Хвороби кисті при специфічних хірургічних інфекціях;[6]
- Захворювання кисті дегенеративно-дистрофічного характеру;[6]
- Ураження кисті при загальних захворюваннях;[6]
- Захворювання кисті при професійних впливах;[6]
- Ураження кисті при захворюваннях кістково-суглобового апарату;[6]
- Захворювання допоміжних сполучнотканинних приладів сухожиль кисті;[6]
- Пухлини та пухлиноподібні утворення кисті;[6]
  - Доброякісні пухлини та пухлиноподібні утворення кисті;[6]
  - Злоякісні пухлини кисті;[6]

### Пошкодження кисті
- Закриті пошкодження кисті;[6]
  - Забиття кисті;[6]
  - Розтягування сумково зв'язкового апарату кисті;[6]
  - Закриті ушкодження сухожиль розгиначів;[6]
  - Закриті вивихи кисті;[6]
  - Закриті переломи кісток кисті;[6]
- Відкриті пошкодження кисті;[6]
  - Неускладнені рани кисті;[6]
  - Рани без дефекту шкірного покриву, без ушкоджень сухожиль і нервів кисті;[6]
  - Ускладнені рани кисті;[6]
  - Пересадка шкіри;[6]
  - Рани кисті з ушкодженням сухожиль;[6]
  - Рани кисті з ушкодженням нервів;[6]
  - Первинні втрати та ампутації фаланг, пальців та частини кисті;[6]
  - Відкриті переломи кисті;[6]
  - Відкриті вивихи кисті;[6]
  - Сторонні тіла кисті;[6]
  - Інфіковані рани кисті;[6]
- Опіки та відмороження кисті;[6]
- Поєднані відкриті пошкодження кисті;[6]
- Ускладнення, наслідки та результати захворювання та ушкодження кисті;[6]

Пошкодження кисті займає одне з перших місць серед травм опорно-рухового апарату і складає до 50 % у пацієнтів різних вікових груп, в тому числі і у дітей. Серед різноманітних пошкоджень кисті, пошкодження які супроводжуються пошкодженням сухожилків пальців кисті зустрічаються до 1,5-2 % і складають до 21 % в складі госпіталізованих з цією травмою. Більшість постраждалих чоловіки найбільш активного і працездатного віку 18 — 45 років.

## Професійні асоціації
У Сполучених Штатах існують два медичні товариства, які забезпечують безперервну медичну освіту хірургів кисті: Американське товариство хірургії кисті та Американська асоціація хірургії кисті. У Великобританії медичне товариство хірургів кисті називається: Британське товариство хірургії кисті (BSSH). У Європі кілька товариств об'єднує Федерація європейських товариств хірургії кисті (FESSH).
В Україні діє ГО «Всеукраїнська асоціація хірургії кисті».